# Водопьянов, Вениамин Петрович
Вениамин Петрович Водопьянов (неверно Виталий; 1 (13) октября 1865, Оренбургская губерния — 1943, Ашхабад) — войсковой старшина, командир сотни в Русско-Японскую войну, офицер-воспитатель Нижегородского кадетского корпуса (1913—1918), кавалер пяти орденов, автор военно-исторического труда о Оренбургском 6-м казачьем полке.

## Биография
Вениамин Водопьянов родился 1 (13) октября 1865 года в станице Степная второго военного отдела Оренбургского казачьего войска в семье обер-офицера (войскового старшины) Петра Водопьянова. Вениамин окончил Оренбургскую военную прогимназию, а затем, в 1884 году — Оренбургское казачье юнкерское училище (по первому разряду). Водопьянов приступил к службе с начала октября 1881 года. Он получил чин хорунжего в 1884 году, сотника — в 1888, а подъесаула — в 1899. Вениамин Петрович достиг звания есаула в августе 1906 года (за боевое отличие), а войскового старшины — в сентябре 1913.
Водопьянов служил в 1-й отдельной Оренбургской казачьей сотне. В 1895 году он числился в 5-м Оренбургском казачьем полку. С 1896 по 1898 год он был атаманом станицы Великопетровская, а затем продолжил службу в 6-м полку (1899—1902). В феврале 1904 года Вениамин Водопьянов был командирован в Сибирское казачье войско для отправки на Дальний Восток, где он стал младшим офицером 2-й сотни 7-го Сибирского казачьего полка, по другим данным — возглавил полк.

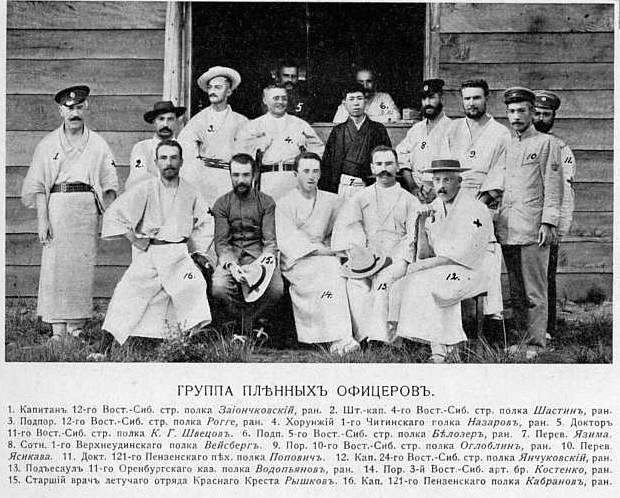
Русско-японская война 1904—1905 годов: группа пленных офицеров, включая В. П. Водопьянова

Вениамин Петрович участвовал в Русско-японской войне: в бою 29 мая (11 июня) 1904 года он временно командовал сотней, обеспечивая летучую связь; был ранен и попал в плен при отступлении на Долинском перевале в июне; находился в японском плену до середины ноября 1905 года.
С 1905 по 1910 год Водопьянов продолжал службу в 5-м казачьем полку. 26 сентября 1913 года он был уволен со службы в чине войскового старшины — был признан неспособным к воинской службе по состоянию физического здоровья. С 1913 по 1918 год Вениамин Петрович состоял офицером-воспитателем Нижегородского кадетского корпуса. Написал военно-исторического труд об история 6-го полка, описывающий походы русской армии в Хиву, Бухару, Коканд. Книга была рекомендована к публикации, но, в связи со сменой власти, увидела свет уже в конце XX века — данный труд до сих пор активно используется при восстановлении истории казачьих частей. Книга также интересна тем, что включает рассказы о повседневном быте казаков. В 1918 году, во время вооруженной борьбы казаков против большевистских сил, некий «есаул В. Водопьянов» возглавлял третью сотню Сибирского 1-го казачьего Ермака Тимофеева полка. После Гражданской войны Водопьянов жил в Ашхабаде, где и скончался в 1943 году; был похоронен там же.

## Награды
- Орден Святого Станислава 3-й степени (1897)
- Орден Святой Анны 3-й степени (1904—1905)
- Орден Святого Станислава 2-й степени с мечами (1905, утверждён в 1907)
- Орден Святой Анны 2-й степени (1910)
- Орден Святого Владимира 4-й степени с бантом за 25 лет выслуги (1911)
- Медаль «В память 300-летия царствования дома Романовых»[4]

## Произведения
- Водопьянов В. П. История 6-го Оренбургского казачьего полка. — М.: Первопечатник, 1996. — 358 с. — ISBN 5-89041-010-5.
- Водопьянов В. П. Серия очерков «Оренбургцы в Туркестане» // Военный сборник. — Петроград, 1916.
- Водопьянов В. П. В плену у японцев // Новый Часовой. — СПб., 1999. — № 8—9.
- Водопьянов В. П. В плену у японцев // Новый Часовой. — СПб., 2002. — № 13—14.
- Водопьянов В. П. В плену у японцев // Новый Часовой. — СПб., 2004. — № 15—16.

## Семья
Племянником Вениамина Водопьянова являлся Михаил Васильевич Ханжин (1871—1961) — генерал от артиллерии (1919), один из руководителей Белого движения в Сибири.
Водопьянов был дважды женат. Его первой женой стала Лидия Петровна Ветберг — дочь отставного подполковника Генриха Яковлевича Ветберга. Про вторую жену известно только имя — Мария — и год рождения — 1873. В семье Водопьяновых было девять детей: Евгения (род. 1895); Мария (род. 1897); Евгения (род. 1898); Татьяна (1901—1977) — астроном, участник Второй мировой войны, умерла в Москве; Георгий (род. 1903) — участник Советско-Финской и Второй мировой войн, командир отдельного батальона, почётный гражданин Колпино; Олег (род. 1910); Игорь (род. 1912) — жил в Киеве; Александр (род. 1918); Елена — военный врач, участник Второй мировой войны.